# Europese kampioenschappen veldrijden 2020 - Mannen beloften
Het Europees kampioenschap veldrijden 2020 voor mannen beloften werd gehouden op zaterdag 7 november in het Nederlandse Rosmalen. De Nederlandse favoriet Ryan Kamp won zijn eerste titel bij de beloften.

## Uitslag
| Pos.          | Renner                  | Land                | Tijd       |
| ------------- | ----------------------- | ------------------- | ---------- |
| Europese trui | Ryan Kamp               | Nederland           | 51'28"     |
| Zilver        | Thomas Mein             | Verenigd Koninkrijk | + 12"      |
| Brons         | Cameron Mason           | Verenigd Koninkrijk | + 13"      |
| 4             | Kyle Agterberg          | Nederland           | + 53"      |
| 5             | Pim Ronhaar             | Nederland           | + 1'15"    |
| 6             | Tim van Dijke           | Nederland           | + 1'32"    |
| 7             | Mees Hendrikx           | Nederland           | + 1'40"    |
| 8             | Loris Rouiller          | Zwitserland         | + 1'42"    |
| 9             | Filippo Fontana         | Italië              | + 1'45"    |
| 10            | Federico Ceolin         | Italië              | + 1'56"    |
| 11            | Davide Toneatti         | Italië              | + 2'01"    |
| 12            | Joris Delbove           | Frankrijk           | + 2'14"    |
| 13            | Toby Barnes             | Verenigd Koninkrijk | + 2'17"    |
| 14            | Ugo Ananie              | Frankrijk           | + 2'40"    |
| 15            | Hugo Kars               | Nederland           | + 2'48"    |
| 16            | Lewis Askey             | Verenigd Koninkrijk | + 2'49"    |
| 17            | Hugo Jot                | Frankrijk           | + 2'51"    |
| 18            | Eric Lüthi              | Zwitserland         | + 2'51"    |
| 19            | Rory McGuire            | Verenigd Koninkrijk | + 2'56"    |
| 20            | Felix Stehli            | Zwitserland         | + 2'58"    |
| 21            | Simon Vanícek           | Tsjechië            | + 3'03"    |
| 22            | Dario Lillo             | Zwitserland         | + 3'07"    |
| 23            | Marco Pavan             | Italië              | + 3'14"    |
| 24            | Théo Thomas             | Frankrijk           | + 3'17"    |
| 25            | Jakub Ríman             | Tsjechië            | + 3'18"    |
| 26            | Florian Richard Andrade | Frankrijk           | + 3'28"    |
| 27            | Luke Verburg            | Nederland           | + 3'46"    |
| 28            | Samuele Leone           | Italië              | + 3'51"    |
| 29            | Oliver Stockwell        | Verenigd Koninkrijk | + 4'13"    |
| 30            | Jan Sommer              | Zwitserland         | + 4'28"    |
| 31            | Daniel Barnes           | Verenigd Koninkrijk | + 4'52"    |
| 32            | Lars Sommer             | Zwitserland         | + 5'07"    |
| 33            | Jean-Luc Halter         | Zwitserland         | + 5'34"    |
| 34            | Bart Artz               | Nederland           | + 6'07"    |
| 35            | Tom Couzens             | Verenigd Koninkrijk | + 6'32"    |
| 36            | Tobias Vanco            | Slowakije           | - 2 rondes |
| 37            | Iván Feijoo Alberte     | Spanje              | DNF        |

| Pos. | Punten | Prijzengeld |
| ---- | ------ | ----------- |
| 1    | 60     | € 700       |
| 2    | 40     | € 400       |
| 3    | 30     | € 300       |
| 4    | 25     | -           |
| 5    | 20     | -           |
| 6    | 17     | -           |
| 7    | 15     | -           |
| 8    | 12     | -           |
| 9    | 10     | -           |
| 10   | 8      | -           |
| 11   | 6      | -           |
| 12   | 4      | -           |
| 13   | 2      | -           |
| 14   | 1      | -           |

## Reglementen

### Landenquota
Nationale federaties mochten het volgende aantal deelnemers inschrijven:
- 8 rijders + 4 reserve rijders

### Startvolgorde
De startvolgorde per categorie was als volgt:
1. Meest recente UCI ranking veldrijden
2. Niet gerangschikte renners: per land in rotatie (o.b.v. het landenklassement van het laatste WK). De startvolgorde van niet gerangschikte renners binnen een team werd bepaald door de nationale federatie.

2003 · 
2004 · 
2005 · 
2006 · 
2007 · 
2008 · 
2009 · 
2010 · 
2011 · 
2012 · 
2013 · 
2014 · 
2015 · 
2016 · 
2017 · 
2018 · 
2019 ·
2020 ·
2021 ·
2022